# 주하림
주하림(朱夏林은 대한민국의 시인이다. 전라북도 군산에서 태어나 서울에서 자랐으며, 단국대학교 문예창작과를 졸업하였다. 2009년 창비가 주관하는 제9회 창비신인시인상을 수상하며 등단했다. 2013년 3월 첫 시집 《비버리힐스의 포르노 배우와 유령들》을 출간했다.

## 시집
- 비버리힐스의 포르노 배우와 유령들 (2013년, 창비), ISBN 978-89-364-2358-2
- 여름 키코 (2022년, 문학동네)